# 中国证券博物馆
31°14′46″N 121°29′11″E / 31.24617°N 121.48649°E
中国证券博物馆（英語：China Securities Museum）是中華人民共和國上海的一家博物館，与上海证券交易所一个机构两块牌子。

## 历史
由中国证券监督管理委员会創辦，於2018年12月22日正式開館。該博物館是中華人民共和國首家证券博物馆，也是該國证券期货行业唯一一家国家级博物館。該博物館地址位于浦江饭店，1990年中華人民共和國第一家證券交易所上海证券交易所创办于此。博物館展藏品以股票、债券、基金市场及银行、保险、期货、衍生品等相关藏品为主。

## 外部連結
- 官方网站